# Sheila Chandra
Sheila Chandra (14 de marzo de 1965) es una cantante británica de ascendencia hindú. Sheila tuvo que retirarse de los escenarios luego de quedar muda debido a una enfermedad llamada glosodinia en 2010.

## Carrera
Sheila Chandra nació en Londres. Inició su carrera como actriz interpretando a Sudhamani Patel en el drama de la BBC Grange Hill entre 1979 y 1981. Luego formó la banda Monsoon con Steve Coe y Martin Smith. Monsoon creó una fusión de música occidental y pop de la India. La banda solamente grabó un álbum, Third Eye en 1982, el cual logró ubicar el sencillo "Ever So Lonely" en la posición No. 12 de las listas de éxitos británicas. Chandra lanzó algunos álbumes como solista en la década de 1980. Publicó tres álbumes con la discográfica de Peter Gabriel Real World Records: Weaving My Ancestors' Voices (1992), The Zen Kiss (1994) y ABoneCroneDrone (1996).
En 2009, Chandra empezó a sentir los síntomas de la enfermedad que le sería finalmente detectada: glosodinia. Como resultado de ello sentía fuertes dolores al cantar, hablar o reír, lo que la llevó a quedarse muda y a abandonar de manera definitiva los escenarios. Dada su dura experiencia, empezó a escribir libros sobre superación personal, siendo Banish Clutter Forever – How the Toothbrush Principle Will Change Your Life el primero de ellos, publicado en 2010.

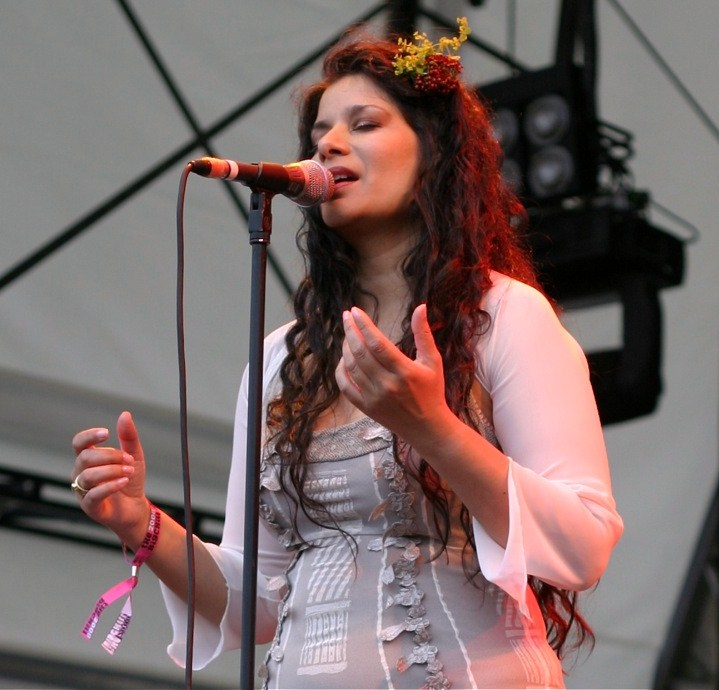
Sheila en el 2008.

## Discografía

### Solista
- Out on My Own (1984)
- Quiet (1984)
- The Struggle (1985)
- Nada Brahma (1985)
- Roots and Wings (1990)
- Silk (1991)
- Weaving My Ancestors' Voices (1992)
- The Zen Kiss (1994)
- ABoneCroneDrone (1996)
- Moonsung: A Real World Retrospective (1999)
- The Indipop Retrospective (2003)